# Bataille de Ligny
Campagne des Cent-Jours
Septième Coalition
Batailles
Batailles des Cents-Jours
Campagne du duc d'Angoulême
- Ajaccio
- Bonifacio
- Montélimar
- Loriol

Campagne de Belgique
- Ligny
- Quatre-Bras
- Waterloo
- Wavre

Campagne de France de 1815
- Maubeuge
- Huningue
- La Souffel
- Vélizy
- Rocquencourt
- Sèvres
- Issy

Guerre napolitaine
- Panaro
- Ferrare
- Occhiobello
- Carpi
- Casaglia
- Ronco
- Cesenatico
- Pesaro
- Scapezzano
- Tolentino
- Ancône
- Castel di Sangro
- San Germano
- Gaète

Guerre de Vendée et Chouannerie de 1815
- Les Échaubrognes
- L'Aiguillon
- Aizenay
- Sainte-Anne-d'Auray
- Cossé
- Saint-Gilles-sur-Vie
- Redon
- Les Mathes
- Muzillac
- Rocheservière
- Thouars
- Auray
- Châteauneuf-du-Faou
- Guérande
- Fort-la-Latte

La bataille de Ligny, également appelée bataille de Fleurus, opposa l'armée prussienne menée par le maréchal Blücher à une partie de l'armée française commandée par Napoléon Ier. Elle se déroula le 16 juin 1815, soit deux jours avant la bataille de Waterloo. Ligny fut la dernière victoire de Napoléon. Mais elle fut moins importante et décisive que ne le crut Napoléon, car, après un combat d'une grande férocité et de nombreuses pertes dans les deux camps, les Prussiens — enfoncés en leur centre — réussirent leur repli sur les ailes, sans être poursuivis la nuit venue par les troupes napoléoniennes. En outre, les Prussiens n'avaient engagé que trois corps d'armée sur quatre, le dernier étant alors stationné à Liège. C'est ce corps qui combattra le plus tôt et le plus lourdement à Waterloo.

## Prélude

Mouvement des troupes pendant la bataille de Waterloo.

Lors de la période dite des Cent-Jours, Napoléon arrive à Paris le 20 mars 1815 et répartit l'ensemble de ses forces pour assurer la défense des frontières et constituer une armée, que l'on appellera « Armée du Nord », pour marcher contre l'armée des Anglo-Hollandais du duc de Wellington et celle des Prussiens du feld-maréchal Blücher, qui s'avancent en Belgique en venant respectivement du nord et de l'est afin d'envahir la France. Le but de l'empereur est de combattre ces deux forces séparément.
Le jeudi 15 juin, les Français du 1er corps de cavalerie commandé par Pajol chassent les avant-gardes prussiennes du 1er corps de Blücher (commandé par le général von Zieten) qui occupaient Charleroi et qui se replient lentement vers Ligny. Napoléon donne alors au maréchal Ney qui vient d'arriver le commandement des 1er et 2e corps d'infanterie, du 3e corps de cavalerie et de la division de cavalerie légère de la Garde (aile gauche) avec mission de s'emparer de Quatre-Bras (20 kilomètres au nord de Charleroi) où se trouvent les éléments de l'avant-garde anglaise, afin d'empêcher Wellington d'intervenir lorsqu'il écrasera les Prussiens, et de contrôler cet important carrefour. Il confie le commandement de l'aile droite (3e et 4e corps d'infanterie, 2e corps de cavalerie) à Grouchy sans que les ordres soient bien transmis (le maréchal Soult fut un piètre chef d'état-major durant la campagne). Napoléon garde en réserve le 6e corps, la Garde et les 2 derniers corps de cavalerie. Il faut savoir qu'à ce moment, l'armée de Napoléon est loin d'être réunie car beaucoup d'éléments se trouvent toujours au sud de la Sambre et le peu de ponts existants en limite fortement le franchissement. Dans la soirée, Blücher fait avancer ses 2e, 3e (partis tous deux près de Namur) et 4e corps (parti de Liège) vers la plaine de Ligny afin d'affronter Napoléon.

## La bataille

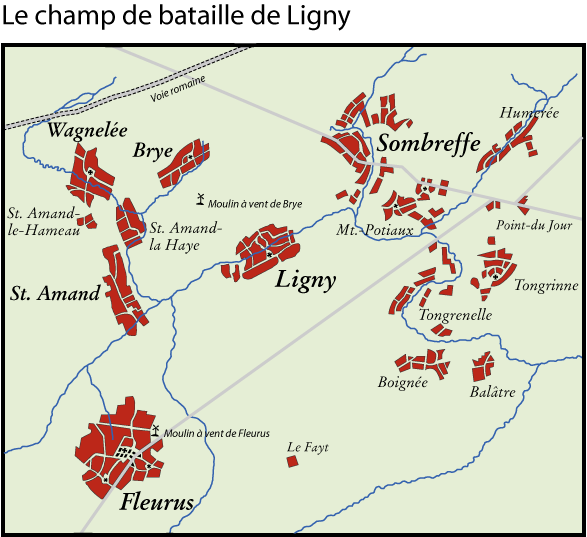
Le champ de bataille.

Le 16 juin au matin, le 1er corps prussien se trouve à Ligny, le 3e (commandé par von Thielmann) entre Sombreffe et Boignée et le 2e (commandé par Von Pirch) en position arrière, au nord-ouest de Sombreffe. Quant au 4e (commandé par Von Bulow) qui compte 30 000 hommes, il est encore trop loin et ne sera pas impliqué dans cette bataille. Blücher dispose ainsi de 83 000 hommes et de 224 canons. De plus Ligny et ses villages alentour ont été transformés en place-fortes : toutes les maisons ont été crénelées, les rues barricadées, l’accès à l'unique pont et aux quelques passerelles du ruisseau qui traversent Ligny et coulent à l'est de Saint-Amand rendu quasi impossible par un amoncellement de caissons, de voitures renversées, de pierres et de débris divers et les deux grandes fermes de Ligny, la Ferme d'En-Haut (au sud) et la Ferme d'En-Bas (au nord), fortifiées.
Bien qu'ayant confié le commandement de l'aile droite à Grouchy, Napoléon, comme il en a l'habitude, donne directement des ordres aux subordonnés de ses subordonnés directs. Il aligne ainsi, en face des Prussiens, afin de les fixer en front, les 3e et 4e corps d'infanterie, respectivement à l'ouest de Saint-Amand et au sud-est de Ligny ; les 1er, 2e et 3e corps de cavalerie en réserve derrière le 4e corps d'infanterie et le 6e corps d'infanterie plus la Garde (moins sa division de cavalerie légère) en réserve également. Il ordonne ensuite de faire marcher vers l'est le 1er corps de Drouet d'Erlon (qu'il avait placé sous les ordres de Ney) pour prendre les trois corps prussiens à revers et obtenir ainsi une victoire complète. À quinze heures, alors que le maréchal Ney a commencé son attaque sur les Quatre-Bras et attend lui aussi le 1er corps pour le lancer contre les Anglais, les fameux trois coups de l’artillerie de la Garde signalant l'offensive de l'empereur tonnent dans l'air tiède. Le 3e corps commence alors son offensive sur Saint-Amand. Soudain dominant le tumulte du combat, les accents de La victoire en chantant s’élèvent. Ce sont les 5 200 soldats de la division d'infanterie Lefol qui réussit l'exploit, sous le feu des balles et des artilleurs ennemis, de prendre le village en 15 minutes en expulsant les Prussiens des vergers, des maisons, de l'église et du cimetière sans dévier une seule fois. Au moment où Ney, qui n'a été informé de cette décision de l'empereur que tardivement, rappelle son 1er corps qui effectue ainsi marche et contre-marche inutilement.
Ne voyant pas arriver le corps de Ney, Napoléon se voit obligé d'engager des unités de la Garde et des unités de cavalerie qui viennent de franchir la Sambre. Il perd du temps mais gagne toutefois la bataille. Habilement et malgré des pertes sévères (12 000 hommes tués, blessés et de nombreux déserteurs), les Prussiens arrivent à se replier.
Les pertes françaises sont comprises entre 8 000 et 12 000 hommes. Les pertes prussiennes sont de l’ordre de 12 000 tués et blessés. En outre, 8 000 soldats provenant des régions récemment annexées par la Prusse désertent après la bataille.

## Après la bataille
Ni la nuit, ni le 17 au matin, les Prussiens ne sont inquiétés dans leur repli. C'est seulement à 11 heures que Napoléon charge Grouchy de les poursuivre.
Par ailleurs, le maréchal Blücher échappa miraculeusement à la capture par les Français, capture qui aurait pu avoir d’importantes conséquences pour la France. En effet, vers la fin de la bataille, le cheval de Blücher est tué, s'écroulant sur lui et l'immobilise totalement, alors que les soldats français approchent. Mais la nuit tombée, les cavaliers français ne virent pas le vieux Prussien, qui fut dégagé de son cheval par son fidèle aide de camp, le comte von Nostitz (en), resté près de lui après sa chute.

## Musée et bivouacs napoléoniens
Le centre Général-Gérard héberge un musée napoléonien et accueille régulièrement un bivouac napoléonien.
|  |  |  |

## Jeux de simulations historiques
- We Are Napoléon Jouer la bataille de Ligny, Pousse-pion Éditions.
- Napoléon: Total War - Bataille de Ligny (The Creative Assembly).
- Il existe de nombreux jeux de guerre papier, dont Ligny 1815 : Last Eagles (Hexasim), Ligny & Wavre 1815 (série Jours de Gloire), La Bataille de Ligny (Clash of arms) et Napoleon's Last Battles (SPI, OSG)

### Source
- Félix Wouters, Histoire chronologique de la République et de l'Empire (1789-1815) suivie des annales Napoléoniennes depuis 1815 jusqu'à ce jour, Bruxelles, Wouters frères, 1847, 1 095